# Liste der Executive Orders während der zweiten Präsidentschaft von Donald Trump
Die folgende Tabelle beinhaltet die Executive Orders, die Donald Trump als 47. Präsident der Vereinigten Staaten von Amerika ab 2025 erlassen hat.
EO steht für die Nummer der Executive Order. FR steht für Federal Register (Bundesregister der USA).
| Nr. | EO    | Originaltitel – englisch | Übersetzung des Titels auf deutsch | Unter- zeichnung | Veröffent- lichung | FR Belegstelle | FR Dokument | Volltext        | Anmerkungen                 |
| --- | ----- | --- | --- | ---------------- | ------------------ | -------------- | ----------- | --------------- | --------------------------- |
| 1   | 14147 | Ending the Weaponization of the Federal Government | Beendigung der Benutzung der Bundesbehörden als Waffe | 20.01.2025       | 28.01.2025         | 90 FR 8235     | 2025-01900  | [ 1 ] [ 2 ]     |                             |
| 2   | 14148 | Initial Rescissions of Harmful Executive Orders and Actions | Erste Rücknahmen von schädlichen Executive Orders und anderer Maßnahmen | 20.01.2025       | 28.01.2025         | 90 FR 8237     | 2025-01901  | [ 3 ] [ 4 ]     |                             |
| 3   | 14149 | Restoring Freedom of Speech and Ending Federal Censorship | Wiederherstellung der Meinungsfreiheit und Beendigung der staatlichen Zensur | 20.01.2025       | 28.01.2025         | 90 FR 8243     | 2025-01902  | [ 5 ] [ 6 ]     |                             |
| 4   | 14150 | America First Policy Directive to the Secretary of State | America First Policy-Richtlinie an den Außenminister | 20.01.2025       | 29.01.2025         | 90 FR 8337     | 2025-01952  | [ 7 ] [ 8 ]     |                             |
| 5   | 14151 | Ending Radical and Wasteful Government DEI Programs and Preferencing                                                                                                 | Beendigung radikaler und verschwenderischer DEI-Programme und Bevorzugung durch die Regierung | 20.01.2025       | 29.01.2025         | 90 FR 8339     | 2025-01953  | [ 9 ] [ 10 ]    |                             |
| 6   | 14152 | Holding Former Government Officials Accountable for Election Interference and Improper Disclosure of Sensitive Governmental Information                              | Rechenschaftspflicht ehemaliger Regierungsbeamter für Wahlbeeinflussung und unzulässige Offenlegung sensibler Regierungsinformationen | 20.01.2025       | 29.01.2025         | 90 FR 8343     | 2025-01954  | [ 11 ] [ 12 ]   |                             |
| 7   | 14153 | Unleashing Alaska's Extraordinary Resource Potential | Entfesselung von Alaskas außerordentlichem Ressourcenpotential | 20.01.2025       | 29.01.2025         | 90 FR 8347     | 2025-01955  | [ 13 ] [ 14 ]   |                             |
| 8   | 14154 | Unleashing American Energy | Entfesselung der amerikanischen Energie | 20.01.2025       | 29.01.2025         | 90 FR 8353     | 2025-01956  | [ 15 ] [ 16 ]   |                             |
| 9   | 14155 | Withdrawing the United States from the World Health Organization | Austritt der Vereinigten Staaten aus der Weltgesundheitsorganisation | 20.01.2025       | 29.01.2025         | 90 FR 8361     | 2025-01957  | [ 17 ] [ 18 ]   |                             |
| 10  | 14156 | Declaring a National Energy Emergency | Ausrufung eines nationalen Energienotstands | 20.01.2025       | 29.01.2025         | 90 FR 8433     | 2025-02003  | [ 19 ] [ 20 ]   |                             |
| 11  | 14157 | Designating Cartels and Other Organizations as Foreign Terrorist Organizations and Specially Designated Global Terrorists                                            | Einstufung von Kartellen und anderen Organisationen als ausländische terroristische Organisationen und speziell bezeichnete globale Terroristen                                                                                                   | 20.01.2025       | 29.01.2025         | 90 FR 8439     | 2025-02004  | [ 21 ] [ 22 ]   |                             |
| 12  | 14158 | Establishing and Implementing the President's "Department of Government Efficiency"                                                                                  | Einrichtung und Umsetzung des „Department of Government Efficiency“ des Präsidenten | 20.01.2025       | 29.01.2025         | 90 FR 8441     | 2025-02005  | [ 23 ] [ 24 ]   |                             |
| 13  | 14159 | Protecting the American People Against Invasion | Schutz des amerikanischen Volkes vor einer Invasion | 20.01.2025       | 29.01.2025         | 90 FR 8443     | 2025-02006  | [ 25 ] [ 26 ]   |                             |
| 14  | 14160 | Protecting the Meaning and Value of American Citizenship | Schutz der Bedeutung und des Werts der amerikanischen Staatsbürgerschaft | 20.01.2025       | 29.01.2025         | 90 FR 8449     | 2025-02007  | [ 27 ] [ 28 ]   |                             |
| 15  | 14161 | Protecting the United States From Foreign Terrorists and Other National Security and Public Safety Threats                                                           | Schutz der Vereinigten Staaten vor ausländischen Terroristen und anderen Bedrohungen der nationalen Sicherheit und der öffentlichen Sicherheit | 20.01.2025       | 30.01.2025         | 90 FR 8451     | 2025-02009  | [ 29 ] [ 30 ]   |                             |
| 16  | 14162 | Putting America First in International Environmental Agreements | Amerika bei internationalen Umweltabkommen bevorzugen | 20.01.2025       | 30.01.2025         | 90 FR 8455     | 2025-02010  | [ 31 ] [ 32 ]   |                             |
| 17  | 14163 | Realigning the United States Refugee Admissions Program | Neuausrichtung des Programms zur Aufnahme von Flüchtlingen in die Vereinigten Staaten | 20.01.2025       | 30.01.2025         | 90 FR 8459     | 2025-02011  | [ 33 ] [ 34 ]   |                             |
| 18  | 14164 | Restoring the Death Penalty and Protecting Public Safety | Wiedereinführung der Todesstrafe und Schutz der öffentlichen Sicherheit | 20.01.2025       | 30.01.2025         | 90 FR 8463     | 2025-02012  | [ 35 ] [ 36 ]   |                             |
| 19  | 14165 | Securing Our Borders | Sicherung unserer Grenzen | 20.01.2025       | 30.01.2025         | 90 FR 8467     | 2025-02015  | [ 37 ] [ 38 ]   |                             |
| 20  | 14166 | Application of Protecting Americans from Foreign Adversary Controlled Applications Act to TikTok                                                                     | Anwendung des Gesetzes zum Schutz der Amerikaner vor ausländischen, von Gegnern kontrollierten Anwendungen auf TikTok | 20.01.2025       | 30.01.2025         | 90 FR 8611     | 2025-02087  | [ 39 ] [ 40 ]   |                             |
| 21  | 14167 | Clarifying the Military's Role in Protecting the Territorial Integrity of the United States                                                                          | Klärung der Rolle des Militärs beim Schutz der territorialen Integrität der Vereinigten Staaten | 20.01.2025       | 30.01.2025         | 90 FR 8613     | 2025-02089  | [ 41 ] [ 42 ]   |                             |
| 22  | 14168 | Defending Women from Gender Ideology Extremism and Restoring Biological Truth to the Federal Government                                                              | Schutz der Frauen vor geschlechtsideologischem Extremismus und Wiederherstellung der biologischen Wahrheit in der Bundesregierung | 20.01.2025       | 30.01.2025         | 90 FR 8615     | 2025-02090  | [ 43 ] [ 44 ]   |                             |
| 23  | 14169 | Reevaluating and Realigning United States Foreign Aid | Neubewertung und Neuausrichtung der Auslandshilfe der Vereinigten Staaten | 20.01.2025       | 30.01.2025         | 90 FR 8619     | 2025-02091  | [ 45 ] [ 46 ]   |                             |
| 24  | 14170 | Reforming the Federal Hiring Process and Restoring Merit to Government Service                                                                                       | Reformierung des Einstellungsverfahrens auf Bundesebene und Wiederherstellung der Leistungsorientierung im Staatsdienst | 20.01.2025       | 30.01.2025         | 90 FR 8621     | 2025-02094  | [ 47 ] [ 48 ]   |                             |
| 25  | 14171 | Restoring Accountability to Policy-Influencing Positions Within the Federal Workforce                                                                                | Wiederherstellung der Rechenschaftspflicht für politikbeeinflussende Positionen innerhalb der Bundesverwaltung | 20.01.2025       | 31.01.2025         | 90 FR 8625     | 2025-02095  | [ 49 ] [ 50 ]   |                             |
| 26  | 14172 | Restoring Names That Honor American Greatness | Wiederherstellung von Namen, die die amerikanische Größe ehren | 20.01.2025       | 31.01.2025         | 90 FR 8629     | 2025-02096  | [ 51 ] [ 52 ]   |                             |
| 27  | 14173 | Ending Illegal Discrimination and Restoring Merit-Based Opportunity                                                                                                  | Beendigung illegaler Diskriminierung und Wiederherstellung leistungsbezogener Chancengleichheit | 21.01.2025       | 31.01.2025         | 90 FR 8633     | 2025-02097  | [ 53 ] [ 54 ]   |                             |
| 28  | 14174 | Revocation of Certain Executive Orders | Rücknahme bestimmter Executive Orders | 21.01.2025       | 31.01.2025         | 90 FR 8637     | 2025-02098  | [ 55 ] [ 56 ]   |                             |
| 29  | 14175 | Designation of Ansar Allah as a Foreign Terrorist Organization | Einstufung von Ansar Allah als ausländische terroristische Organisation | 22.01.2025       | 31.01.2025         | 90 FR 8639     | 2025-02103  | [ 57 ] [ 58 ]   |                             |
| 30  | 14176 | Declassification of Records Concerning the Assassinations of President John F. Kennedy, Senator Robert F. Kennedy, and the Reverend Dr. Martin Luther King, Jr.      | Freigabe von Unterlagen über die Ermordung von Präsident John F. Kennedy, Senator Robert F. Kennedy und Reverend Dr. Martin Luther King, Jr. | 23.01.2025       | 31.01.2025         | 90 FR 8641     | 2025-02116  | [ 59 ] [ 60 ]   |                             |
| 31  | 14177 | President's Council of Advisors on Science and Technology | Rat der Berater des Präsidenten für Wissenschaft und Technologie | 23.01.2025       | 31.01.2025         | 90 FR 8643     | 2025-02121  | [ 61 ] [ 62 ]   |                             |
| 32  | 14178 | Strengthening American Leadership in Digital Financial Technology | Stärkung der amerikanischen Führungsrolle in der digitalen Finanztechnologie | 23.01.2025       | 31.01.2025         | 90 FR 8647     | 2025-02123  | [ 63 ] [ 64 ]   |                             |
| 33  | 14179 | Removing Barriers to American Leadership in Artificial Intelligence                                                                                                  | Beseitigung der Hindernisse für eine amerikanische Führungsrolle bei der künstlichen Intelligenz | 23.01.2025       | 31.01.2025         | 90 FR 8741     | 2025-02172  | [ 65 ] [ 66 ]   |                             |
| 34  | 14180 | Council to Assess the Federal Emergency Management Agency | Rat zur Bewertung der Federal Emergency Management Agency | 24.01.2025       | 31.01.2025         | 90 FR 8743     | 2025-02173  | [ 67 ] [ 68 ]   |                             |
| 35  | 14181 | Emergency Measures to Provide Water Resources in California and Improve Disaster Response in Certain Areas                                                           | Sofortmaßnahmen zur Bereitstellung von Wasserressourcen in Kalifornien und zur Verbesserung der Katastrophenhilfe in bestimmten Gebieten | 24.01.2025       | 31.01.2025         | 90 FR 8747     | 2025-02174  | [ 69 ] [ 70 ]   |                             |
| 36  | 14182 | Enforcing the Hyde Amendment | Durchsetzung des Hyde Amendments | 24.01.2025       | 31.01.2025         | 90 FR 8751     | 2025-02175  | [ 71 ] [ 72 ]   |                             |
| 37  | 14183 | Prioritizing Military Excellence and Readiness | Vorrang für militärische Exzellenz und Einsatzbereitschaft | 27.01.2025       | 03.02.2025         | 90 FR 8757     | 2025-02178  | [ 73 ] [ 74 ]   |                             |
| 38  | 14184 | Reinstating Service Members Discharged Under the Military's COVID-19 Vaccination Mandate                                                                             | Wiedereinsetzung der im Rahmen der COVID-19-Impfpflicht des Militärs entlassenen Angehörigen der Streitkräfte | 27.01.2025       | 03.02.2025         | 90 FR 8761     | 2025-02180  | [ 75 ] [ 76 ]   |                             |
| 39  | 14185 | Restoring America's Fighting Force | Wiederherstellung von Amerikas Kampftruppen | 27.01.2025       | 03.02.2025         | 90 FR 8763     | 2025-02181  | [ 77 ] [ 78 ]   |                             |
| 40  | 14186 | The Iron Dome for America | Eine eiserne Kuppel für Amerika | 27.01.2025       | 03.02.2025         | 90 FR 8767     | 2025-02182  | [ 79 ] [ 80 ]   |                             |
| 41  | 14187 | Protecting Children from Chemical and Surgical Mutilation | Schutz von Kindern vor chemischer und chirurgischer Verstümmelung | 28.01.2025       | 03.02.2025         | 90 FR 8771     | 2025-02194  | [ 81 ] [ 82 ]   |                             |
| 42  | 14188 | Additional Measures to Combat Anti-Semitism | Weitere Maßnahmen zur Bekämpfung des Antisemitismus | 29.01.2025       | 03.02.2025         | 90 FR 8847     | 2025-02230  | [ 83 ] [ 84 ]   |                             |
| 43  | 14189 | Celebrating America's 250th Birthday | Amerikas 250. Geburtstagsfeier | 29.01.2025       | 03.02.2025         | 90 FR 8849     | 2025-02231  | [ 85 ] [ 86 ]   |                             |
| 44  | 14190 | Ending Radical Indoctrination in K-12 Schooling | Beendigung der radikalen Indoktrination in der K-12 Schulbildung | 29.01.2025       | 03.02.2025         | 90 FR 8853     | 2025-02232  | [ 87 ] [ 88 ]   |                             |
| 45  | 14191 | Expanding Educational Freedom and Opportunity for Families | Ausweitung der Bildungsfreiheit und -chancen für Familien | 29.01.2025       | 03.02.2025         | 90 FR 8859     | 2025-02233  | [ 89 ] [ 90 ]   |                             |
| 46  | 14192 | Unleashing Prosperity Through Deregulation | Erhöhung des Wohlstands durch Deregulierung | 31.01.2025       | 06.02.2025         | 90 FR 9065     | 2025-02345  | [ 91 ] [ 92 ]   |                             |
| 47  | 14193 | Imposing Duties To Address the Flow of Illicit Drugs Across Our Northern Border                                                                                      | Einführung von Zöllen zur Bekämpfung des illegalen Drogenflusses über unsere Nordgrenze | 01.02.2025       | 07.02.2025         | 90 FR 9113     | 2025-02406  | [ 93 ] [ 94 ]   |                             |
| 48  | 14194 | Imposing Duties To Address the Situation at Our Southern Border | Auferlegung von Pflichten zur Bewältigung der Situation an unserer Südgrenze | 01.02.2025       | 07.02.2025         | 90 FR 9117     | 2025-02407  | [ 95 ] [ 96 ]   |                             |
| 49  | 14195 | Imposing Duties To Address the Synthetic Opioid Supply Chain in the People's Republic of China                                                                       | Verhängung von Zöllen zur Bekämpfung der Lieferkette für synthetische Opioide in der Volksrepublik China | 01.02.2025       | 07.02.2025         | 90 FR 9121     | 2025-02408  | [ 97 ] [ 98 ]   |                             |
| 50  | 14196 | A Plan for Establishing a United States Sovereign Wealth Fund | Plan zur Einrichtung eines Staatsfonds der Vereinigten Staaten | 03.02.2025       | 10.02.2025         | 90 FR 9181     | 2025-02477  | [ 99 ] [ 100 ]  |                             |
| 51  | 14197 | Progress on the Situation at Our Northern Border | Fortschritte bei der Situation an unserer Nordgrenze | 03.02.2025       | 10.02.2025         | 90 FR 9183     | 2025-02478  | [ 101 ] [ 102 ] |                             |
| 52  | 14198 | Progress on the Situation at Our Southern Border | Fortschritte bei der Situation an unserer Südgrenze | 03.02.2025       | 10.02.2025         | 90 FR 9185     | 2025-02479  | [ 103 ] [ 104 ] |                             |
| 53  | 14199 | Withdrawing the United States from and Ending Funding to Certain United Nations Organizations and Reviewing United States Support to All International Organizations | Rückzug der Vereinigten Staaten aus bestimmten Organisationen der Vereinten Nationen und Beendigung der Finanzierung dieser Organisationen sowie Überprüfung der Unterstützung aller internationalen Organisationen durch die Vereinigten Staaten | 04.02.2025       | 10.02.2025         | 90 FR 9275     | 2025-02504  | [ 105 ] [ 106 ] |                             |
| 54  | 14200 | Amendment to Duties Addressing the Synthetic Opioid Supply Chain in the People's Republic of China                                                                   | Änderung der Zölle zur Bekämpfung der Lieferkette für synthetische Opioide in der Volksrepublik China | 05.02.2025       | 11.02.2025         | 90 FR 9277     | 2025-02512  | [ 107 ] [ 108 ] |                             |
| 55  | 14201 | Keeping Men Out of Women's Sports | Männer aus dem Frauensport heraushalten | 05.02.2025       | 11.02.2025         | 90 FR 9279     | 2025-02513  | [ 109 ] [ 110 ] |                             |
| 56  | 14202 | Eradicating Anti-Christian Bias | Beseitigung von antichristlichen Vorurteilen | 06.02.2025       | 12.02.2025         | 90 FR 9365     | 2025-02611  | [ 111 ] [ 112 ] |                             |
| 57  | 14203 | Imposing Sanctions on the International Criminal Court | Verhängung von Sanktionen gegen den Internationalen Strafgerichtshof | 06.02.2025       | 12.02.2025         | 90 FR 9369     | 2025-02612  | [ 113 ] [ 114 ] |                             |
| 58  | 14204 | Addressing Egregious Actions of The Republic of South Africa | Auseinandersetzung mit unerhörten Handlungen der Republik Südafrika | 07.02.2025       | 12.02.2025         | 90 FR 9497     | 2025-02630  | [ 115 ] [ 116 ] |                             |
| 59  | 14205 | Establishment of The White House Faith Office | Einrichtung des Büros des Weißen Hauses für Glaubensfragen | 07.02.2025       | 12.02.2025         | 90 FR 9499     | 2025-02635  | [ 117 ] [ 118 ] |                             |
| 60  | 14206 | Protecting Second Amendment Rights | Schutz der Rechte des zweiten Verfassungszusatzes | 07.02.2025       | 12.02.2025         | 90 FR 9503     | 2025-02636  | [ 119 ] [ 120 ] |                             |
| 61  | 14207 | Eliminating the Federal Executive Institute | Abschaffung des Federal Executive Institute | 10.02.2025       | 14.02.2025         | 90 FR 9583     | 2025-02734  | [ 121 ] [ 122 ] |                             |
| 62  | 14208 | Ending Procurement and Forced Use of Paper Straws | Beendigung der Beschaffung und zwangsweisen Verwendung von Papierstrohhalmen | 10.02.2025       | 14.02.2025         | 90 FR 9585     | 2025-02735  | [ 123 ] [ 124 ] |                             |
| 63  | 14209 | Pausing Foreign Corrupt Practices Act Enforcement to Further American Economic and National Security                                                                 | Aussetzung der Durchsetzung des Foreign Corrupt Practices Act zur Förderung der amerikanischen wirtschaftlichen und nationalen Sicherheit | 10.02.2025       | 14.02.2025         | 90 FR 9587     | 2025-02736  | [ 125 ] [ 126 ] |                             |
| 64  | 14210 | Implementing The President's "Department of Government Efficiency" Workforce Optimization Initiative                                                                 | Umsetzung der Initiative „Department of Government Efficiency“ des Präsidenten zur Optimierung der Bundesbehörden | 11.02.2025       | 14.02.2025         | 90 FR 9669     | 2025-02762  | [ 127 ] [ 128 ] |                             |
| 65  | 14211 | One Voice for America's Foreign Relations | Eine Stimme für Amerikas Außenbeziehungen | 12.02.2025       | 15.02.2025         | 90 FR 9831     | 2025-02841  | [ 129 ] [ 130 ] |                             |
| 66  | 14212 | Establishing the President's Make America Healthy Again Commission                                                                                                   | Einsetzung der Kommission des Präsidenten „Make America Healthy Again“ | 13.02.2025       | 19.02.2025         | 90 FR 9833     | 2025-02871  | [ 131 ] [ 132 ] |                             |
| 67  | 14213 | Establishing the National Energy Dominance Council | Einrichtung eines nationalen Energiedominanzrats | 14.02.2025       | 20.02.2025         | 90 FR 9945     | 2025-02928  | [ 133 ] [ 134 ] |                             |
| 68  | 14214 | Keeping Education Accessible and Ending COVID-19 Vaccine Mandates in Schools                                                                                         | Zugang zur Bildung und Beendigung des COVID-19-Impfzwangs in Schulen | 15.02.2025       | 20.02.2025         | 90 FR 9949     | 2025-02931  | [ 135 ] [ 136 ] |                             |
| 69  | 14215 | Ensuring Accountability for All Agencies | Sicherstellung der Rechenschaftspflicht für alle Regulierungsbehörde | 18.02.2025       | 22.02.2025         | 90 FR 10447    | 2025-03063  | [ 137 ] [ 138 ] |                             |
| 70  | 14216 | Expanding Access to In Vitro Fertilization | Ausweitung des Zugangs zur In-vitro-Fertilisation | 18.02.2025       | 22.02.2025         | 90 FR 10451    | 2025-03064  | [ 139 ] [ 140 ] |                             |
| 71  | 14217 | Commencing the Reduction of the Federal Bureaucracy | Beginn des Abbaus der Bundesbürokratie | 19.02.2025       | 25.02.2025         | 90 FR 10577    | 2025-03133  | [ 141 ] [ 142 ] |                             |
| 72  | 14218 | Ending Taxpayer Subsidization of Open Borders | Beendigung der Subventionierung von offenen Grenzen durch den Steuerzahler | 19.02.2025       | 25.02.2025         | 90 FR 10581    | 2025-03137  | [ 143 ] [ 144 ] |                             |
| 73  | 14219 | Ensuring Lawful Governance and Implementing the President's "Department of Government Efficiency" Regulatory Initiative                                              | Sicherstellung einer rechtmäßigen Verwaltung und Umsetzung der Regulierungsinitiative des Präsidenten „Department of Government Efficiency“. | 19.02.2025       | 25.02.2025         | 90 FR 10583    | 2025-03138  | [ 145 ] [ 146 ] |                             |
| 74  | 14220 | Addressing the Threat to National Security from Imports of Copper | Adressierung der Bedrohung der nationalen Sicherheit durch Kupferimporte | 25.02.2025       | 28.02.2025         | 90 FR 11001    | 2025-03439  | [ 147 ] [ 148 ] |                             |
| 75  | 14221 | Making America Healthy Again by Empowering Patients with Clear, Accurate, and Actionable Healthcare Pricing Information                                              | Die Gesundheit Amerikas wiederherstellen, indem Patienten klare, genaue und umsetzbare Informationen zur Preisgestaltung im Gesundheitswesen erhalten                                                                                             | 25.02.2025       | 28.02.2025         | 90 FR 11005    | 2025-03440  | [ 149 ] [ 150 ] |                             |
| 76  | 14222 | Implementing the President's "Department of Government Efficiency" Cost Efficiency Initiative                                                                        | Umsetzung der Kosteneffizienz-Initiative des „Department of Government Efficiency“ des Präsidenten | 26.02.2025       | 03.03.2025         | 90 FR 11095    | 2025-03527  | [ 151 ] [ 152 ] |                             |
| 77  | 14223 | Addressing the Threat to National Security from Imports of Timber, Lumber                                                                                            | Adressierung der Bedrohung der nationalen Sicherheit durch Holzimporte | 01.03.2025       | 06.03.2025         | 90 FR 11359    | 2025-03693  | [ 153 ] [ 154 ] |                             |
| 78  | 14224 | Designating English as the Official Language of the United States | Ernennung von Englisch zur Amtssprache der Vereinigten Staaten | 01.03.2025       | 06.03.2025         | 90 FR 11363    | 2025-03694  | [ 155 ] [ 156 ] |                             |
| 79  | 14225 | Immediate Expansion of American Timber Production | Sofortige Ausweitung der amerikanischen Holzproduktion | 01.03.2025       | 06.03.2025         | 90 FR 11365    | 2025-03695  | [ 157 ] [ 158 ] |                             |
| 80  | 14226 | Amendment to Duties to Address the Flow of Illicit Drugs across Our Northern Border                                                                                  | Änderung der Zölle zur Bekämpfung des illegalen Drogenflusses über unsere Nordgrenze | 02.03.2025       | 06.03.2025         | 90 FR 11369    | 2025-03728  | [ 159 ] [ 160 ] |                             |
| 81  | 14227 | Amendment to Duties to Address the Situation at Our Southern Border                                                                                                  | Änderung der Pflichten zur Bewältigung der Situation an unserer Südgrenze | 02.03.2025       | 06.03.2025         | 90 FR 11371    | 2025-03729  | [ 161 ] [ 162 ] |                             |
| 82  | 14228 | Further Amendment to Duties Addressing the Synthetic Opioid Supply Chain in the People's Republic of China                                                           | Weitere Änderung der Zölle für die Lieferkette synthetischer Opioide in der Volksrepublik China | 03.03.2025       | 07.03.2025         | 90 FR 11463    | 2025-03775  | [ 163 ] [ 164 ] |                             |
| 83  | 14229 | Honoring Jocelyn Nungaray | Ehrung von Jocelyn Nungaray | 04.03.2025       | 09.03.2025         | 90 FR 11585    | 2025-03869  | [ 165 ] [ 166 ] |                             |
| 84  | 14230 | Addressing Risks from Perkins Coie LLP | Adressierung der Risiken von Perkins Coie LLP | 06.03.2025       | 11.03.2025         | 90 FR 11781    | 2025-03989  | [ 167 ] [ 168 ] |                             |
| 85  | 14231 | Amendment to Duties to Address the Flow of Illicit Drugs Across Our Northern Border                                                                                  | Änderung der Zölle zur Bekämpfung des illegalen Drogenflusses über unsere Nordgrenze | 06.03.2025       | 11.03.2025         | 90 FR 11785    | 2025-03990  | [ 169 ] [ 170 ] |                             |
| 86  | 14232 | Amendment to Duties to Address the Flow of Illicit Drugs Across Our Southern Border                                                                                  | Änderung der Pflichten zur Bekämpfung des illegalen Drogenflusses über unsere Südgrenze | 06.03.2025       | 11.03.2025         | 90 FR 11787    | 2025-03991  | [ 171 ] [ 172 ] |                             |
| 87  | 14233 | Establishment of the Strategic Bitcoin Reserve and United States Digital Asset Stockpile                                                                             | Einrichtung der strategischen Bitcoin-Reserve und eines digitalen Vermögensbestands der Vereinigten Staaten | 06.03.2025       | 11.03.2025         | 90 FR 11789    | 2025-03992  | [ 173 ] [ 174 ] |                             |
| 88  | 14234 | Establishing The White House Task Force on the FIFA World Cup 2026                                                                                                   | Einrichtung der Task Force des Weißen Hauses für die FIFA Fussball-Weltmeisterschaft 2026 | 07.03.2025       | 12.03.2025         | 90 FR 11883    | 2025-04102  | [ 175 ] [ 176 ] |                             |
| 89  | 14235 | Restoring Public Service Loan Forgiveness | Wiederherstellung der Darlehensvergabe für den öffentlichen Dienst | 07.03.2025       | 12.03.2025         | 90 FR 11885    | 2025-04103  | [ 177 ] [ 178 ] |                             |
| 90  | 14236 | Additional Rescissions of Harmful Executive Orders and Actions | Zusätzliche Aufhebungen schädlicher Anordnungen und Maßnahmen der Exekutive | 14.03.2025       | 20.03.2025         | 90 FR 13037    | 2025-04866  | [ 179 ] [ 180 ] |                             |
| 91  | 14237 | Addressing Risks from Paul Weiss | Adressierung der Risiken von Paul Weiss | 14.03.2025       | 20.03.2025         | 90 FR 13039    | 2025-04867  | [ 181 ] [ 182 ] | 14244                       |
| 92  | 14238 | Continuing the Reduction of the Federal Bureaucracy | Fortsetzung des Abbaus der Bundesbürokratie | 14.03.2025       | 20.03.2025         | 90 FR 13043    | 2025-04868  | [ 183 ] [ 184 ] |                             |
| 93  | 14239 | Achieving Efficiency Through State and Local Preparedness | Effizienz durch staatliche und lokale Bereitschaft | 18.03.2025       | 21.03.2025         | 90 FR 13267    | 2025-04973  | [ 185 ] [ 186 ] |                             |
| 94  | 14240 | Eliminating Waste and Saving Taxpayer Dollars by Consolidating Procurement                                                                                           | Beseitigung von Verschwendung und Einsparung von Steuergeldern durch Konsolidierung des Beschaffungswesens | 20.03.2025       | 25.03.2025         | 90 FR 13671    | 2025-05197  | [ 187 ] [ 188 ] |                             |
| 95  | 14241 | Immediate Measures to Increase American Mineral Production | Sofortige Maßnahmen zur Steigerung der amerikanischen Mineralienproduktion | 20.03.2025       | 25.03.2025         | 90 FR 13673    | 2025-05212  | [ 189 ] [ 190 ] |                             |
| 96  | 14242 | Improving Education Outcomes by Empowering Parents, States, and Communities                                                                                          | Verbesserung der Bildungsergebnisse durch die Stärkung von Eltern, Staaten und Gemeinden | 20.03.2025       | 25.03.2025         | 90 FR 13679    | 2025-05213  | [ 191 ] [ 192 ] |                             |
| 97  | 14243 | Stopping Waste, Fraud, and Abuse by Eliminating Information Silos | Beendigung von Verschwendung, Betrug und Missbrauch durch die Abschaffung von Informationssilos | 20.03.2025       | 25.03.2025         | 90 FR 13681    | 2025-05214  | [ 193 ] [ 194 ] |                             |
| 98  | 14244 | Addressing Remedial Action by Paul Weiss | Umgang mit Abhilfemaßnahmen von Paul Weiss | 21.03.2025       | 26.03.2025         | 90 FR 13685    | 2025-05291  | [ 195 ] [ 196 ] |                             |
| 99  | 14245 | Imposing Tariffs on Countries Importing Venezuelan Oil | Verhängung von Zöllen gegen Länder, die venezolanisches Öl importieren | 24.03.2025       | 27.03.2025         | 90 FR 13829    | 2025-05440  | [ 197 ] [ 198 ] |                             |
| 100 | 14246 | Addressing Risks from Jenner & Block | Adressierung von Risiken von Jenner & Block | 25.03.2025       | 28.03.2025         | 90 FR 13997    | 2025-05519  | [ 199 ] [ 200 ] |                             |
| 101 | 14247 | Modernizing Payments To and From America's Bank Account | Modernisierung des Zahlungsverkehrs von und zu amerikanischen Bankkonten | 25.03.2025       | 28.03.2025         | 90 FR 14001    | 2025-05522  | [ 201 ] [ 202 ] |                             |
| 102 | 14248 | Preserving and Protecting the Integrity of American Elections | Wahrung und Schutz der Integrität amerikanischer Wahlen | 25.03.2025       | 28.03.2025         | 90 FR 14005    | 2025-05523  | [ 203 ] [ 204 ] |                             |
| 103 | 14249 | Protecting America's Bank Account Against Fraud, Waste, and Abuse | Schutz von amerikanischen Bankkonten vor Betrug, Verschwendung und Missbrauch | 25.03.2025       | 28.03.2025         | 90 FR 14011    | 2025-05524  | [ 205 ] [ 206 ] |                             |
| 104 | 14250 | Addressing Risks From WilmerHale | Umgang mit Risiken von WilmerHale | 27.03.2025       | 03.04.2025         | 90 FR 14549    | 2025-05845  | [ 207 ] [ 208 ] |                             |
| 105 | 14251 | Exclusions from Federal Labor-Management Relations Programs | Ausschluss von den bundesstaatlichen Programmen zur Regelung von Arbeitsbeziehungen | 27.03.2025       | 03.04.2025         | 90 FR 14553    | 2025-05836  | [ 209 ] [ 210 ] |                             |
| 106 | 14252 | Making the District of Columbia Safe and Beautiful | Den District of Columbia sicher und schön machen | 27.03.2025       | 03.04.2025         | 90 FR 14559    | 2025-05837  | [ 211 ] [ 212 ] |                             |
| 107 | 14253 | Restoring Truth and Sanity to American History | Wiederherstellung von Wahrheit und Vernunft in der amerikanischen Geschichte | 27.03.2025       | 03.04.2025         | 90 FR 14563    | 2025-05838  | [ 213 ] [ 214 ] |                             |
| 108 | 14254 | Combating Unfair Practices in the Live Entertainment Market | Bekämpfung unlauterer Praktiken im Live-Unterhaltungsmarkt | 31.03.2025       | 03.04.2025         | 90 FR 14699    | 2025-05906  | [ 215 ] [ 216 ] |                             |
| 109 | 14255 | Establishing the United States Investment Accelerator | Gründung des Investment-Beschleunigers der Vereinigten Staaten | 31.03.2025       | 03.04.2025         | 90 FR 14701    | 2025-05908  | [ 217 ] [ 218 ] |                             |
| 110 | 14256 | Further Amendment to Duties Addressing the Synthetic Opioid Supply Chain in the People's Republic of China as Applied to Low-Value Imports                           | Weitere Änderung der Zölle auf die Lieferkette synthetischer Opioide in der Volksrepublik China im Hinblick auf geringwertige Importe | 02.04.2025       | 05.04.2025         | 90 FR 14899    | 2025-06027  | [ 219 ] [ 220 ] |                             |
| 111 | 14257 | Regulating Imports with a Reciprocal Tariff to Rectify Trade Practices that Contribute to Large and Persistent Annual United States Goods Trade Deficits             | Regulierung der Importe durch einen gegenseitigen Zoll, um Handelspraktiken zu korrigieren, die zu großen und anhaltenden jährlichen Handelsdefiziten der Vereinigten Staaten beitragen                                                           | 02.04.2025       | 05.04.2025         | 90 FR 15041    | 2025-06063  | [ 221 ] [ 222 ] |                             |
| 112 | 14258 | Extending the TikTok Enforcement Delay | Verlängerung des TikTok-Durchsetzungsaufschubs | 04.04.2025       | 09.04.2025         | 90 FR 15209    | 2025-06162  | [ 223 ] [ 224 ] |                             |
| 113 | 14259 | Amendment to Reciprocal Tariffs and Updated Duties as Applied to Low-Value Imports from the People's Republic of China                                               | Änderung der gegenseitigen Zölle und aktualisierten Zölle, die auf Einfuhren von geringem Wert aus der Volksrepublik China angewendet werden Value Imports from the People's Republic of China                                                    | 08.04.2025       | 12.04.2025         | 90 FR 15509    | 2025-06378  | [ 225 ] [ 226 ] |                             |
| 114 | 14260 | Protecting American Energy From State Overreach | Schutz der amerikanischen Energie(nutzung) vor staatlicher Bevormundung | 08.04.2025       | 12.04.2025         | 90 FR 15513    | 2025-06379  | [ 227 ] [ 228 ] |                             |
| 115 | 14261 | Reinvigorating America's Beautiful Clean Coal Industry and Amending Executive Order 14241                                                                            | Wiederbelebung von Amerikas wunderschöner, sauberer Kohleindustrie und Änderung der Executive Order 14241 | 08.04.2025       | 12.04.2025         | 90 FR 15517    | 2025-06380  | [ 229 ] [ 230 ] |                             |
| 116 | 14262 | Strengthening the Reliability and Security of the United States Electric Grid                                                                                        | Stärkung der Zuverlässigkeit und Sicherheit des Stromnetzes der Vereinigten Staaten | 08.04.2025       | 12.04.2025         | 90 FR 15521    | 2025-06381  | [ 231 ] [ 232 ] |                             |
| 117 | 14263 | Addressing Risks from Susman Godfrey | Bewältigung der Risiken durch Susman Godfrey | 09.04.2025       | 15.04.2025         | 90 FR 15615    | 2025-06458  | [ 233 ] [ 234 ] | Blockiert von einem Gericht |
| 118 | 14264 | Maintaining Acceptable Water Pressure in Showerheads | Aufrechterhaltung eines akzeptablen Wasserdrucks in Duschköpfen | 09.04.2025       | 15.04.2025         | 90 FR 15619    | 2025-06459  | [ 236 ] [ 237 ] |                             |
| 119 | 14265 | Modernizing Defense Acquisitions and Spurring Innovation in the Defense Industrial Base                                                                              | Modernisierung der Beschaffung von Verteidigungsgütern und Förderung von Innovationen in der Verteidigungsindustrie | 09.04.2025       | 15.04.2025         | 90 FR 15621    | 2025-06461  | [ 238 ] [ 239 ] |                             |
| 120 | 14266 | Modifying Reciprocal Tariff Rates to Reflect Trading Partner Retaliation and Alignment                                                                               | Änderung der Zölle auf Gegenseitigkeit zur Berücksichtigung von Vergeltungsmaßnahmen der Handelspartner und (deren) Angleichung | 09.04.2025       | 15.04.2025         | 90 FR 15625    | 2025-06462  | [ 240 ] [ 241 ] |                             |
| 121 | 14267 | Reducing Anti-Competitive Regulatory Barriers | Abbau wettbewerbswidriger regulatorischer Hemmnisse | 09.04.2025       | 15.04.2025         | 90 FR 15629    | 2025-06463  | [ 242 ] [ 243 ] |                             |
| 122 | 14268 | Reforming Foreign Defense Sales to Improve Speed and Accountability                                                                                                  | Reform der Verkäufe von Verteidigungsgütern an das Ausland zur Verbesserung von Geschwindigkeit und Verantwortlichkeit | 09.04.2025       | 15.04.2025         | 90 FR 15631    | 2025-06464  | [ 244 ] [ 245 ] |                             |
| 123 | 14269 | Restoring America's Maritime Dominance | Wiederherstellung von Amerikas maritimer Dominanz | 09.04.2025       | 15.04.2025         | 90 FR 15635    | 2025-06465  | [ 246 ] [ 247 ] |                             |
| 124 | 14270 | Zero-Based Regulatory Budgeting to Unleash American Energy | Null-Basis-Budgetierung zur Entfesselung amerikanischer Energie | 09.04.2025       | 15.04.2025         | 90 FR 15643    | 2025-06466  | [ 248 ] [ 249 ] |                             |
| 125 | 14271 | Ensuring Commercial, Cost-Effective Solutions in Federal Contracts                                                                                                   | Sicherstellung kommerzieller, kosteneffizienter Lösungen bei Bundesaufträgen | 15.04.2025       | 18.04.2025         | 90 FR 16433    | 2025-06835  | [ 250 ] [ 251 ] |                             |
| 126 | 14272 | Ensuring National Security and Economic Resilience Through Section 232 Actions on Processed Critical Minerals and Derivative Products                                | Gewährleistung nationaler Sicherheit und wirtschaftlicher Widerstandsfähigkeit durch Maßnahmen nach Abschnitt 232 zu verarbeiteten kritischen Mineralien und Derivaten                                                                            | 15.04.2025       | 18.04.2025         | 90 FR 16437    | 2025-06836  | [ 252 ] [ 253 ] |                             |
| 127 | 14273 | Lowering Drug Prices by Once Again Putting Americans First | Senkung der Arzneimittelpreise, indem wieder die Amerikaner an erster Stelle stehen | 15.04.2025       | 18.04.2025         | 90 FR 16441    | 2025-06837  | [ 254 ] [ 255 ] |                             |
| 128 | 14274 | Restoring Common Sense to Federal Office Space Management | Wiederherstellung des gesunden Menschenverstands in der Raumverwaltung der Bundesbehörden | 15.04.2025       | 18.04.2025         | 90 FR 16445    | 2025-06838  | [ 256 ] [ 257 ] |                             |
| 129 | 14275 | Restoring Common Sense to Federal Procurement | Wiederherstellung des gesunden Menschenverstands im Beschaffungswesen der Bundesbehörden | 15.04.2025       | 18.04.2025         | 90 FR 16447    | 2025-06839  | [ 258 ] [ 259 ] |                             |
| 130 | 14276 | Restoring American Seafood Competitiveness | Wiederherstellung der Wettbewerbsfähigkeit amerikanischer Meeresfrüchte | 17.04.2025       | 22.04.2025         | 90 FR 16993    | 2025-07062  | [ 260 ] [ 261 ] |                             |
| 131 | 14277 | Advancing Artificial Intelligence Education for American Youth | Förderung der Ausbildung im Bereich der künstlichen Intelligenz für die amerikanische Jugend | 23.04.2025       | 28.04.2025         | 90 FR 17519    | 2025-07368  | [ 262 ] [ 263 ] |                             |
| 132 | 14278 | Preparing Americans for High-Paying Skilled Trade Jobs of the Future                                                                                                 | Vorbereitung der Amerikaner auf hochbezahlte Facharbeiterjobs der Zukunft | 23.04.2025       | 28.04.2025         | 90 FR 17525    | 2025-07369  | [ 264 ] [ 265 ] |                             |
| 133 | 14279 | Reforming Accreditation To Strengthen Higher Education | Reform der Akkreditierung zur Stärkung der Hochschulbildung | 23.04.2025       | 28.04.2025         | 90 FR 17529    | 2025-07376  | [ 266 ] [ 267 ] |                             |
| 134 | 14280 | Reinstating Commonsense School Discipline Policies | Wiedereinführung vernünftiger Disziplinarmaßnahmen in Schulen | 23.04.2025       | 28.04.2025         | 90 FR 17533    | 2025-07377  | [ 268 ] [ 269 ] |                             |
| 135 | 14281 | Restoring Equality of Opportunity and Meritocracy | Wiederherstellung von Chancengleichheit und Meritokratie | 23.04.2025       | 28.04.2025         | 90 FR 17537    | 2025-07378  | [ 270 ] [ 271 ] |                             |
| 136 | 14282 | Transparency Regarding Foreign Influence at American Universities | Transparenz in Bezug auf ausländische Einflüsse an amerikanischen Universitäten | 23.04.2025       | 28.04.2025         | 90 FR 17541    | 2025-07379  | [ 272 ] [ 273 ] |                             |
| 137 | 14283 | White House Initiative To Promote Excellence and Innovation at Historically Black Colleges and Universities                                                          | Initiative des Weißen Hauses zur Förderung von Exzellenz und Innovation an historisch afroamerikanischen Colleges und Hochschulen | 23.04.2025       | 28.04.2025         | 90 FR 17543    | 2025-07380  | [ 274 ] [ 275 ] |                             |
| 138 | 14284 | Strengthening Probationary Periods in the Federal Service | Verschärfung der Probezeit im Bundesdienst | 24.04.2025       | 29.04.2025         | 90 FR 17729    | 2025-07469  | [ 276 ] [ 277 ] |                             |
| 139 | 14285 | Unleashing America’s Offshore Critical Minerals and Resources | Freisetzung kritischer Offshore-Mineralien und -Ressourcen | 24.04.2025       | 29.04.2025         | 90 FR 17735    | 2025-07470  | [ 278 ] [ 279 ] |                             |
| 140 | 14286 | Enforcing Commonsense Rules of the Road for America’s Truck Drivers                                                                                                  | Durchsetzung sinnvoller Verkehrsregeln für Amerikas Lkw-Fahrer | 28.04.2025       | 02.05.2025         | 90 FR 18759    | 2025-07786  | [ 280 ] [ 281 ] |                             |
| 141 | 14287 | Protecting American Communities From Criminal Aliens | Schutz amerikanischer Gemeinden vor kriminellen Ausländern | 28.04.2025       | 02.05.2025         | 90 FR 18761    | 2025-07789  | [ 282 ] [ 283 ] |                             |
| 142 | 14288 | Strengthening and Unleashing America’s Law Enforcement To Pursue Criminals and Protect Innocent Citizens                                                             | Stärkung und Freisetzung der Strafverfolgungsbehörden Amerikas zur Verfolgung von Kriminellen und zum Schutz unschuldiger Bürger | 28.04.2025       | 02.05.2025         | 90 FR 18765    | 2025-07790  | [ 284 ] [ 285 ] |                             |
| 143 | 14289 | Addressing Certain Tariffs on Imported Articles | Umgang mit bestimmten Zöllen auf importierte Waren | 29.04.2025       | 02.05.2025         | 90 FR 18907    | 2025-07835  | [ 286 ] [ 287 ] |                             |
| 144 | 14290 | Ending Taxpayer Subsidization of Biased Media | Stopp der Subventionierung einseitiger Medien durch Steuergelder | 01.05.2025       | 07.05.2025         | 90 FR 19415    | 2025-08133  | [ 288 ] [ 289 ] |                             |
| 145 | 14291 | Establishment of the Religious Liberty Commission | Einrichtung der Kommission für Religionsfreiheit | 01.05.2025       | 07.05.2025         | 90 FR 19417    | 2025-08134  | [ 290 ] [ 291 ] |                             |
| 146 | 14292 | Improving the Safety and Security of Biological Research | Verbesserung der Sicherheit und Schutzmaßnahmen in der biologischen Forschung | 05.05.2025       | 08.05.2025         | 90 FR 19611    | 2025-08266  | [ 292 ] [ 293 ] |                             |
| 147 | 14293 | Regulatory Relief To Promote Domestic Production of Critical Medicines                                                                                               | Erleichterung der Regulierung zur Förderung der inländischen Produktion kritischer Arzneimittel | 05.05.2025       | 08.05.2025         | 90 FR 19615    | 2025-08267  | [ 294 ] [ 295 ] |                             |
| 148 | 14294 | Fighting Overcriminalization in Federal Regulations | Bekämpfung der Überkriminalisierung in Bundesvorschriften | 09.05.2025       | 14.05.2025         | 90 FR 20363    | 2025-08681  | [ 296 ] [ 297 ] |                             |
| 149 | 14295 | Increasing Efficiency at the Office of the Federal Register | Effizienzsteigerung im Bundesregisteramt | 09.05.2025       | 14.05.2025         | 90 FR 20367    | 2025-08682  | [ 298 ] [ 299 ] |                             |
| 150 | 14296 | Keeping Promises to Veterans and Establishing a National Center for Warrior Independence                                                                             | Einhaltung der Versprechen gegenüber Veteranen und Einrichtung eines nationalen Zentrums für die Unabhängigkeit von Kriegern | 09.05.2025       | 14.05.2025         | 90 FR 20369    | 2025-08683  | [ 300 ] [ 301 ] |                             |
| 151 | 14297 | Delivering Most-Favored-Nation Prescription Drug Pricing to American Patients                                                                                        | Bereitstellung von Arzneimittelpreisen nach dem Meistbegünstigungsprinzip für amerikanische Patienten | 12.05.2025       | 15.05.2025         | 90 FR 20749    | 2025-08876  | [ 302 ] [ 303 ] |                             |
| 152 | 14298 | Modifying Reciprocal Tariff Rates To Reflect Discussions With the People’s Republic of China                                                                         | Anpassung der gegenseitigen Zollsätze entsprechend den Gesprächen mit der Volksrepublik China | 12.05.2025       | 21.05.2025         | 90 FR 21831    | 2025-09297  | [ 304 ] [ 305 ] |                             |
| 153 | 14299 | Deploying Advanced Nuclear Reactor Technologies for National Security                                                                                                | Einsatz fortschrittlicher Kernreaktortechnologien für die nationale Sicherheit | 23.05.2025       | 29.05.2025         | 90 FR 22581    | 2025-09796  | [ 306 ] [ 307 ] |                             |
| 154 | 14300 | Ordering the Reform of the Nuclear Regulatory Commission | Anordnung der Reform der Atomaufsichtsbehörde | 23.05.2025       | 29.05.2025         | 90 FR 22587    | 2025-09798  | [ 308 ] [ 309 ] |                             |
| 155 | 14301 | Reforming Nuclear Reactor Testing at the Department of Energy | Reform der Kernreaktorprüfung im Energieministerium | 23.05.2025       | 29.05.2025         | 90 FR 22591    | 2025-09799  | [ 310 ] [ 311 ] |                             |
| 156 | 14302 | Reinvigorating the Nuclear Industrial Base | Wiederbelebung der nuklearen Industriebasis | 23.05.2025       | 29.05.2025         | 90 FR 22595    | 2025-09801  | [ 312 ] [ 313 ] |                             |
| 157 | 14303 | Restoring Gold Standard Science | Wiederherstellung der Goldstandard-Wissenschaft | 23.05.2025       | 29.05.2025         | 90 FR 22601    | 2025-09802  | [ 314 ] [ 315 ] |                             |
| 158 | 14304 | Leading the World in Supersonic Flight | Weltmarktführer im Bereich Überschallflug | 06.06.2025       | 11.06.2025         | 90 FR 24717    | 2025-10800  | [ 316 ] [ 317 ] |                             |